# Môlča
Môlča (in tedesco Moltsch, in ungherese Zólyommócsa) è un comune della Slovacchia facente parte del distretto di Banská Bystrica, nella regione omonima.

## Storia
Il villaggio è citato per la prima volta nel 1300, come proprietà del conte Mika, figlio di Radunov, e già signore di Dolná Mičiná. Successivamente appartenne alla Signoria di Ľupča.